# Alexander Scott (Dichter)
Alexander Scott  (um 1520; † um 1584) war ein schottischer Dichter. Er wird zu den Makars, den  besonders in der Renaissance wirkenden schottischen Dichtern gezählt.
Er war wahrscheinlich einer der beiden 1549 legitimierten Söhne des Geistlichen (Prebendär) an der Königlichen Kapelle in Stirling, Alexander Scott. In einem Sonett von Alexander Montgomerie von 1584 wird er als alt und noch lebend beschrieben. Wahrscheinlich starb er bald darauf. Sein Beruf ist nicht bekannt, er lebte aber meist in oder nahe Edinburgh. Er war verheiratet, seine Frau verließ ihn aber für einen anderen Mann.
Informationen über ihn basieren hauptsächlich auf den Inhalten seiner Gedichte, die in der Bannatyne-Handschrift von 1568 überliefert sind. Die 36 meist kürzeren Gedichte (das längste hat rund 200 Zeilen) stammen aus der Zeit von etwa 1545 bis 1568. Es handelt sich meist um Liebesgedichte in Mittel-Schottisch. Er schrieb auch Versversionen des 1. und 50. Psalms.
Zu seinen Gedichten zählen: Ane Ballat maid to the Derisioun and Scorne of Wantoun Wemen, Ane New Yeir Gift to the Queen Mary (1562, das Gedicht wirft ein Licht auf die damaligen dürftigen Lebensumstände im Volk), To luve unluvit, Ladeis be war und Lo, quhat it is to lufe. Sein The Justing at the drum ist eine Satire auf Ritterwettkämpfe.
Eine vollständige Ausgabe seiner Gedichte ist von David Laing (Edinburgh 1821 im Rahmen der Ausgabe der Gedichte der Bannatyne Handschrift) und in der Ausgabe der Bannatyne-Handschrift des Hunterian Club in Glasgow (1874 bis 1881). 1895 erfolgte eine Ausgabe von James Cranstoun für die Scottish Text Society in Edinburgh.